# Melanthiosz (filozófus)
Melanthiosz (Kr. e. 2. század) görög filozófus.
Karneadész tanítványa, az akadémikus iskola követője. Rodoszból származott, élvezetes előadásmódját Cicero említi egy munkájában. Munkái nem maradtak fenn.